# シュリー・カンティーラヴァ・スタジアム

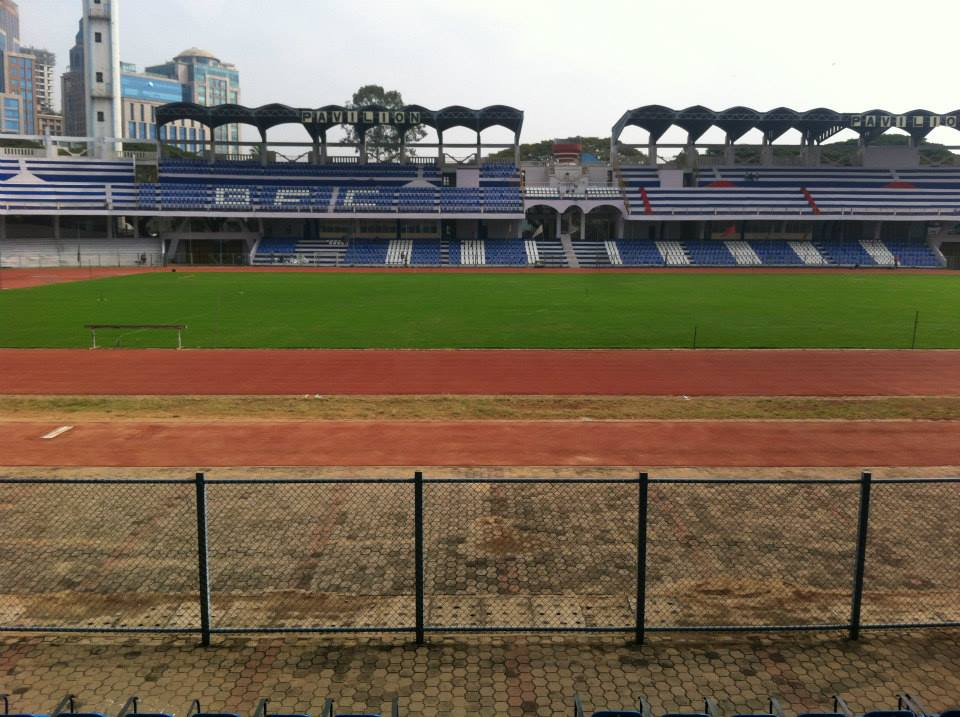
スタジアムの様子

シュリー・カンティーラヴァ・スタジアム（ラテン文字：Sree Kanteerava StadiumもしくはSri Kanteerava Stadium）はインド・カルナータカ州のベンガルール（バンガロール）にある多目的スタジアムである。シュリー・カンティーラヴァ・スタジアムの収容人数は24,000人であり、主にサッカーの試合に使用される。スタジアム内には2つのクライミングウォール、陸上トラック、サッカーフィールド、バレーボールコートがある。このスタジアムはベンガルールで最も大きいスポーツスタジアムであり、ナショナルチームのトレーニング施設としても度々使用されている。スタジアムが建設される以前、スタジアムの場所には湖があった。陸上トラックは1997年に開催されたナショナルゲームのために改修されたものであり、今後再改修される予定である。

## 設備
400m×8レーンの陸上トラックが整備されている他、幅跳び、高跳び、三段跳び、棒高跳びなど陸上競技用の設備が整備されている。また、陸上トラック内部には100m x 68mのサッカーフィールドが整備されている。また、この他にバレーボールコート、バスケットボールコート、カバディコート、ボクシングホールなどがある。
主にサッカーの試合に使用されており、インドの最上位サッカーリーグであるIリーグに所属するベンガルールFCがホームスタジアムとして使用している。
スタジアムには1階席用の4つのゲートと8基の照明塔、2階席用の8つのゲートがあり、合計で12のゲートがある。